# Suzie McConnell Serio
Suzie McConnell-Serio (né le  29 juillet 1966 à Pittsburgh, Pennsylvanie) est une entraîneuse de basket-ball et ancienne joueuse américaine. Elle est actuellement entraîneuse de l'université Duquesne.

## Carrière
McConnell-Serio intègre le lycée Seton-La Salle Catholic, menant les Lady Rebels au titre de champion de l'État en 1984. Elle sort diplômé de l'université Penn State en 1988. 
Avant de rejoindre les Lynx, McConnell-Serio fut entraîneuse de l'équipe du lycée Oakland Catholic à Pittsburgh, Pennsylvanie durant 13 années, de 1991 à 2003. Durant cette période, ses équipes remportèrent 3 titres de champions PIAA (Pennsylvania Interscholastic Athletic Association) (1993, 2001, 2003), atteignirent deux fois la finale (2000-2002) et remportèrent cinq titres consécutifs de district (1999-2003). Le 17 décembre 2002, Suzie remporta son 300e match. Elle termina sa carrière de coaching au lycée lors de la saison 2002-2003 avec un bilan de 321 victoires - 86 défaites.
Elle joue également en WNBA. L'ancienne meneuse de jeu des Rockers de Cleveland durant trois saisons (1998-2000) gagne le trophée de WNBA Newcomer of the Year en 1998 et fut sélectionné dans la All-WNBA First Team avec des statistiques de 8,6 points et 6,4 passes décisives (seconde de la ligue). Elle remporte le Kim Perrot Sportsmanship Award à deux reprises (1998 et 2000) et achève sa carrière professionnelle avec des moyennes de 6,4 points et 4,6 passes décisives en 81 matchs. 
En janvier 2003, McConnell-Serio revient en WNBA en tant qu'entraîneuse du Lynx du Minnesota amenant une équipe ayant réalisé un bilan de 10 victoires - 22 défaites la saison précédente à un bilan de 18 victoires - 16 défaites et se qualifiant pour les playoffs pour la première fois.
Une année plus tard, elle dirige une équipe que tous les pronostics destinent à la dernière place de la Conférence Ouest. Elle parvient à qualifier l'équipe pour les playoffs et est nommée entraîneuse de l'année (WNBA Coach of the Year) 2004. Le Lynx, qui se classent à la 3e place de la Conférence Ouest, établissent des records pour l'équipe en termes de victoires (18), de victoires à domicile (11) et de victoires à l'extérieur (7), ainsi que six victoires consécutives. Après un peu plus de trois saisons et un bilan de 58 victoires pour 67 défaites en saison régulière et deux participations aux playoffs, elle démissionne de son poste le 23 juillet 2006 : les Lynx présentent alors un bilan sur la saison de 8 victoires et 15 défaites. Le poste est repris par son assistante Carolyn Jenkins qui termine la saison.
Avant sa carrière professionnelle, McConnell Serio remporta deux médailles olympiques: une médaille d'or en Jeux olympiques d'été de 1988 et une médaille de bronze aux Jeux olympiques d'été de 1992.
Elle remporte également une médaille d'or en 1991 aux World University Games. En 1999, le magazine Sports Illustrated la nomme parmi le Top 50 des athlètes du siècle de l'État de Pennsylvanie.
En avril 2007, elle est nommée entraîneuse de l'université Duquesne.
Son bilan après cinq saisons à Pittsburgh est de 67 victoires pour 87 défaites, ce qui lui vaut d'être remerciée au printemps 2018.

### Distinctions personnelles
- Newcomer de l'année de la saison 1998[3]
- Trophée Kim Perrot de la sportivité 1998,  2000
- Meilleur cinq de la WNBA (1998)